# 해리엇 샌섬 해리스
해리엇 샌섬 해리스(Harriet Sansom Harris, 1955년 2월 8일 ~ )는 미국의 배우이다.

## 출연 작품

### 영화
- 더 마더 (2020)
- 팬텀 스레드 (2017)
- 러브 이즈 스트레인지 (2014)
- 톰 행크스의 일렉트릭시티 (2012, Electric City)
- 퍼펙트 웨딩 (2005)
- 더 원 (2001)
- 메멘토 (2000)
- 너스 베티 (2000)
- 스타크 레이빙 매드 (1999)
- 로미오와 줄리엣 (1996)
- 퀴즈 쇼 (1994)
- 듀티 겟스 스펜스드(Dottie Gets Spanked) (1993) - 단편
- 화려한 유혹 (1990)

### 텔레비전
- 로앤오더 (1991-92)
- 프레이저 (1993-2004)
- 위기의 주부들 (2005-06, 2010-11)
- 로스트 룸 (2006)
- 롱 브라이트 리버 (2025) - 마혼 부인 역